# 3557 Sokolsky
A 3557 Sokolsky (ideiglenes jelöléssel 1977 QE1) egy kisbolygó a Naprendszerben. Nyikolaj Sztyepanovics Csernih fedezte fel 1977. augusztus 19-én.